# عبد الله صايل
عبد الله صايل، فنان كاريكاتير وكاتب سعودي، ولد في مدينة الرياض وتميز بموهبة قوية في الرسم منذ طفولته، وبدأ بالنشر في الصحافة السعودية منذ كان طفلاً في المرحلة المتوسطة، العام 1985م. ولاقت أعماله حينها إشادة من أهم فناني هذه المرحلة في السعودية.

## نشأته
ولد في الرياض، وتلقى تعليمه في مدارس الأبناء. انتقل بعدها والده (ضابط في القوات المسلحة) إلى مدينة تبوك (شمال غرب السعودية) وهي مدينة أثرت كثيراً في تكوينه ونالت حظها من التواجد في كتاباته لاحقاً، ومنها انتقل إلى المنطقة الشرقية ليسكن الظهران مع والده ودرس فيها جزء من المرحلة المتوسطة والثانوية، وبعدها عاد إلى الرياض لينهي المرحلة الثانوية ويدرس في جامعة الملك سعود.

## تعليمه
حصل على بكالوريوس أدب اللغة الإنجليزية من كلية الآداب بجامعة الملك سعود، ومنها أيضاً تخرج بدرجة الماجستير في اللغة الإنجليزية.

## المشوار الصحفي
بدأ في مراسلة الصحف منذ طفولته، فراسل صحيفة الجزيرة، صحيفة الرياض، وحتى صحيفة الشرق الأوسط اللندنية. ورحبت الصحافة حينها بهذا الفنان الصغير نظراً لقدرته المميزة على رسم البورتريه للمشاهير من أهل الفن والنجوم. استقر بعدها كهاو في صفحة «نادي الكاريكاتير» التي كانت تصدر كل جمعة في صحيفة الجزيرة خلال الثمانينيات، وتنشر رسوم فناني الكاريكاتير الهواة من السعوديين.

## الاحتراف
بدأ مشواره الاحترافي بعد انتهاء تعليمه الجامعي، فعاد لكتابة والرسم عبر صحيفة الجزيرة التي احتضنت موهبته لسنوات، وحقق فيها حضوراً تميز بالأصالة والاختلاف في الخطوط والرسم والموضوعات، وتنوع عطائه الفني ليشمل الزاوية الكاريكاتورية والرسوم والمقال والرسوم المصاحبة لعدد من الصفحات والملاحق. انتقل بعدها إلى الشركة السعودية للأبحاث والنشر، وعمل في صحيفة الاقتصادية منذ العام 2002م. وواكب انتقالها من الأبيض والأسود إلى الطباعة بالألوان، وحقق معها حضوراً عربياً كذلك من ناحية الاهتمام بفنه وأسلوبه الناضج في الطرح. اتسمت أعماله بالتنوع، فلم ينشغل كثيراً بالموضوعات السطحية، بل تناول الموضوع الاقتصادي وأثره على الأسرة والفرد، كما تناول الموضوع الإنساني وتميز فيه عبر أعماله التي عرضت عمق المشكلة السعودية في أنظمة التعليم وخصوصاً التربية الخاصة وصعوبات التعلم. وكان أول من عرض اضطراب التوحد بالرسم والكتابة على الساحة الصحفية، وطرح القضية بشكل مهني بعد كثير من اجتهادات المهتمين، وصولاً إلأى إشارفه على صفحة أسبوعية تعنى بعرض أبعاد المشكلة عبر التحقيقات والحوارات والمقالات. 
عرف بحضوره الإعلامي المؤثر، ومنه نقل تجربته للعمل في البرنامج الأوروبي بإذاعة الرياض لفترة قصيرة، كما شارك في برنامج تلفزيوني أسبوعي للتعريف بمهارات الرسم. كما شارك في التعريف بعدد من المواهب وتقديمهم للصحافة.
كما شارك في تأليف عدد من المطبوعات، وكتابة السيناريو لفضائيات عربية. وارتبط اسمه بسلاسل قصصية مصورة صادرة على الأندية الأدبية في السعودية. كما كان من رواد تصميم الشخصيات الكارتونية للرسوم المتحركة في السعودية وأشرف على مسلسلات عرضت في أهم الفضائيات العربية.

## مجلة كركتر
مجلة شهرية كاريكاتورية ساخرة تصدر عن مجلة "المجلة"، وانطلقت منذ العام 2006 وتوقفت في مطلع العام 2010. استمر صدورها الشهري على مدى أربعة أعوام، وكانت توزع محلياً وعربياً ودولياً مع مجلة «المجلة». وتعتبر أول مجلة متخصصة في فن الكاريكاتير والكتابة الساخرة في السعودية ومنطقة الخليج العربي. عمل مديراً للتحرير فيها إلى جانب رئيس التحرير عبد الوهاب الفايز، ثم نائباً لرئيس التحرير فيها لحين توقفها. وكان قد عمل مع الفايز وعدد من زملائه على إصدارها بدلا من صفحة فن الكاريكاتير الأسبوعية في صحيفة الاقتصادية.قدمت مجلة «كركتر» عدداً كبير من المواهب، واتسمت بمعالجتها الساخرة وباتزانها في الطرح رغم السخرية المفرطة من كثير من تفاصيل المجتمع السعودي. وهو أسلوب سهل ممتنع، قالت «كركتر» من خلاله الكثير، دون أن يصدر بحقها قرار إيقاف من وزارة الإعلام. حققت المجلة نجاحاً كبيراً لدى النخب، ولاقت نجاحاً أكبر في الدول العربية مما لاقته في السعودية على المستوى الشعبي نظراً لاقترانها بمطبوعة سياسية عريقة لا يحرص عليها الشباب السعودي.
الصحف التي عمل فيها: 
عمل في صحيفة الجزيرة الصادرة في مدينة الرياض. عمل في صحيفة الاقتصادية. وعمل في مجلة المجلة. وأسس مع عبد الوهاب الفايز مجلة "كركتر" وعمل نائباً لرئيس التحرير فيها. عمل في صحيفة عربنيوز عرب نيوز. ورسم الكاريكاتير باللغة الإنجليزية حول الموضوع السعودي وحقق نجاحاً كبيراً وتفاعلاً لافتاً. وكتب كذلك لأغلب الصحف السعودية، وكتب بشكل منتظم لصحيفة الجزيرة قبل أن ينتقل إلى صحيفة الاقتصادية وصحيفة اليوم في المنطقة الشرقية. كما عمل رئيساً لتحرير المجلة الجامعية لجامعة الملك سعود بن عبد العزيز للعلوم الصحية.
الجمعية السعودية للكاريكاتير والرسوم المتحركة:
عمل على تأسيسها أثناء تولي د. عبد العزيز السبيل وكالة الوزارة للشؤون الثقافية. ورشحه زملاؤه لرئاسة مجلس إدارتها بعد إعلان تأسيسها الرسمي. وساهم خلال هذه الفترة في إقامة مسابقات وطنية للكاريكاتير السعودي مدعوماً من وزارة الثقافة. كما شارك في إقامة معارض متخصصة بفن الكاريكاتير للهواة والمحترفين، ودرب الهواة وطلاب الجامعات في السعودية على الرسم بشكل عام ورسم الكاريكاتير بشكل خاص.